# Club International
Club international est un magazine pornographique britannique fondé en 1972. Le magazine se compose essentiellement de photos de femmes softcore. Il appartient au groupe Paul Raymond Publications.